# Nephrangis
Nephrangis är ett släkte av orkidéer. Nephrangis ingår i familjen orkidéer.
Kladogram enligt Catalogue of Life:
| Nephrangis | \| \| Nephrangis bertauxiana \| \| \| \| \| \| Nephrangis filiformis \| \| \| \| |
|            | \| \| Nephrangis bertauxiana \| \| \| \| \| \| Nephrangis filiformis \| \| \| \| |
|            | Nephrangis bertauxiana                                                           |
|            |                                                                                  |
|            | Nephrangis filiformis                                                            |
|            |                                                                                  |